# Černá Marie

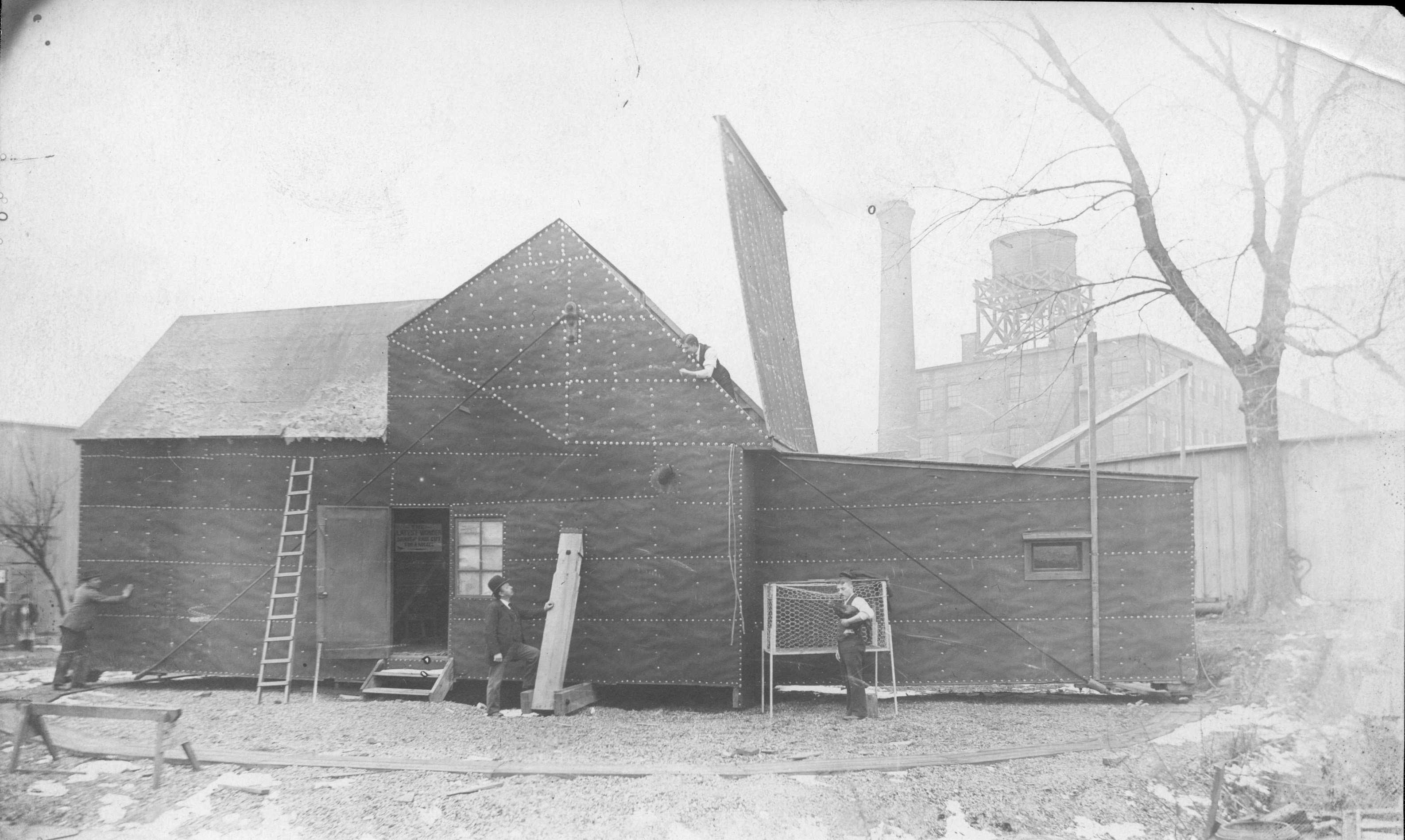
Edisonova "Černá Marie"

Světově první filmové produkční studio se jmenovalo Černá Marie (neboli Black Maria či samotným Edisonem přezdívaná "Psí bouda"), bylo postaveno na původním místě Edisonovy laboratoře ve West Orange v New Jersey 1. února 1893 za cenu 637,67 dolarů. Bylo vybudováno za účelem tvorby filmů pro kinetoskop. Černá Marie, černě obložená plechová chata s odklopitelnou střechou, se mohla točit kolem vlastní osy, takže sluneční světlo nezbytné pro snímání mohlo být řízeno do různých směrů.
Na začátku května 1893 v brooklynském Institutu umění a věd Edison provedl vůbec první veřejnou demonstraci filmů přes kinetoskop v jeho Černé Marii. Představil sérii filmů s názvem Kovářové představení a ukázal tři lidi předstírající, že jsou kováři.

Kýchnutí Freda Otta

První filmy vyrobené ve studiu byly pod autorským právem Dicksona a uloženy v Knihovně Kongresu v srpnu 1893. Na začátku ledna 1894 byl Edisonův kinetoskopický záznam kýchnutí (neboli Kýchnutí Freda Otta) jeden z prvních krátkých filmů, které Dickson představil veřejnosti v Edisonově studiu spolu se svým asistentem Fredem Ottem. Dalších pět krátkých filmů bylo vyrobeno pro reklamní účely. Autorské práva dříve patřily Fredu Ottovi, zaměstnanci Edisona, který komicky kýchal na kameru. Většina prvních filmů natočených ve studiu byly kouzelnické představení, varieté, herci z Buffalo Bill Wild West Show, boxerské zápasy či kohoutí zápasy. Většina "pohyblivých obrázků" však byly neupravené primitivní dokumenty, domácí videa a ukázky z běžného života – pouliční scény, práce policie nebo hasičů či záběry projíždějícího vlaku.